# Лососи
Лососи (лат. Salmoninae), ређе салмон (од енгл. salmon, IPA: ; односно лат. salmōn, IPA: ), потпородица су риба (Pisces) у породици пастрмки (Salmonidae) која обухвата пастрмке и лососе.
Веома су брзе и покретне рибе, а цењене су због веома укусног и здравог меса. Неке од ових риба су анадромне. Пастрмке иначе воле бистре планинске реке и потоке. Неке врсте ове потпородице живе у океанима а мресте се у потоцима у којима се излегу.
Лососи су познати по томе што прелазе далек пут из океана у родни поток, а рекордер је атлантски лосос који може да се мрести неколико година узастопно, док пацифички лосос тај пут прелази свега једном (након чега угиба). На његовом путу до родног места, према новијим доказима, помаже им Земљин магнетизам.
Све пастрмке су препознатљиве по својим пегама, због чега та риба није била на јеловнику Апача и Наваха, а претпоставља се да су разлог њене пеге које их подсећају на неку давну епидемију богиња.
Већина лососа проведе цели живот у мору или у слатководним рекама и језерима. Лосос борави и у једном и у другом. Млади лососи излегу се у рекама и потоцима. Како расту, крећу се низводно и напослетку допливају до мора где одрастају. Неколико година после крену узводно да би допливали назад у реке где су се излегли; ту се паре, снесу јаја и напослетку угину. Паре се само једанпут у животу.

## Врсте по родовима
| Атлантски и пацифички лососи | Атлантски и пацифички лососи | Атлантски и пацифички лососи             | Атлантски и пацифички лососи | Атлантски и пацифички лососи | Атлантски и пацифички лососи | Атлантски и пацифички лососи | Атлантски и пацифички лососи | Атлантски и пацифички лососи | Атлантски и пацифички лососи | Атлантски и пацифички лососи | Атлантски и пацифички лососи |
| Род                          | Уоб. име                     | Научно име                               | Макс. дужина                 | Прос. дужина                 | Макс. маса                   | Макс. доб                    | Троф. ниво                   | Fish Base                    | FAO                          | ITIS                         | IUCN статус                  |
| ---------------------------- | ---------------------------- | ---------------------------------------- | ---------------------------- | ---------------------------- | ---------------------------- | ---------------------------- | ---------------------------- | ---------------------------- | ---------------------------- | ---------------------------- | ---------------------------- |
| Salmo (атлант. лосос)        | Атлантски                    | Salmo salar (Linnaeus, 1758)             | 150 cm                       | 120 cm                       | 46,8 kg                      | 13 год.                      | 4,4                          | [ 5 ]                        | [ 6 ]                        | [ 7 ]                        | Најмања брига                |
| Oncorhynchus (пациф. лосос)  | Краљевски                    | Oncorhynchus tshawytscha (Walbaum, 1792) | 150 cm                       | 70 cm                        | 61,4 kg                      | 9 год.                       | 4,4                          | [ 9 ]                        | [ 10 ]                       | [ 11 ]                       | Није процењено               |
| Oncorhynchus (пациф. лосос)  | Кета                         | Oncorhynchus keta (Walbaum, 1792)        | 100 cm                       | 58 cm                        | 15,9 kg                      | 7 год.                       | 3,5                          | [ 12 ]                       | [ 13 ]                       | [ 14 ]                       | Није процењено               |
| Oncorhynchus (пациф. лосос)  | Кижуч                        | Oncorhynchus kisutch (Walbaum, 1792)     | 108 cm                       | 71 cm                        | 15,2 kg                      | 5 год.                       | 4,2                          | [ 15 ]                       | [ 16 ]                       | [ 17 ]                       | Није процењено               |
| Oncorhynchus (пациф. лосос)  | Јапански                     | Oncorhynchus masou (Brevoort, 1856)      | 79 cm                        | cm                           | 10,0 kg                      | 3 год.                       | 3,6                          | [ 18 ]                       |                              | [ 19 ]                       | Није процењено               |
| Oncorhynchus (пациф. лосос)  | Горбуша                      | Oncorhynchus gorbuscha (Walbaum, 1792)   | 76 cm                        | 50 cm                        | 6,8 kg                       | 3 год.                       | 4,2                          | [ 20 ]                       | [ 21 ]                       | [ 22 ]                       | Није процењено               |
| Oncorhynchus (пациф. лосос)  | Црвени                       | Oncorhynchus nerka (Walbaum, 1792)       | 84 cm                        | 58 cm                        | 7,7 kg                       | 8 год.                       | 3,7                          | [ 23 ]                       | [ 24 ]                       | [ 25 ]                       | Најмања брига                |

### Други лососи
| Друге рибе које се зову лосос | Друге рибе које се зову лосос | Друге рибе које се зову лосос               | Друге рибе које се зову лосос | Друге рибе које се зову лосос | Друге рибе које се зову лосос | Друге рибе које се зову лосос | Друге рибе које се зову лосос | Друге рибе које се зову лосос | Друге рибе које се зову лосос | Друге рибе које се зову лосос | Друге рибе које се зову лосос |
|                               | Уоб. име                      | Научно име                                  | Макс. дужина                  | Прос. дужина                  | Макс. маса                    | Макс. доб                     | Троф. ниво                    | Fish Base                     | FAO                           | ITIS                          | IUCN статус                   |
| ----------------------------- | ----------------------------- | ------------------------------------------- | ----------------------------- | ----------------------------- | ----------------------------- | ----------------------------- | ----------------------------- | ----------------------------- | ----------------------------- | ----------------------------- | ----------------------------- |
| Oncorhynchus (пациф. лосос)   | Аустралијски                  | Arripis trutta (Forster, 1801)              | 89 cm                         | 47 cm                         | 9,4 kg                        | 26 год.                       | 4,1                           | [ 27 ]                        |                               | [ 28 ]                        | Није процењено                |
| Oncorhynchus (пациф. лосос)   | Дунавски                      | Hucho hucho (Linnaeus, 1758)                | 150 cm                        | 70 cm                         | 52,0 kg                       | 15 год.                       | 4,2                           | [ 29 ]                        |                               | [ 30 ]                        | Угрожен                       |
| Oncorhynchus (пациф. лосос)   | Хавајски                      | Elagatis bipinnulata (Quoy & Gaimard, 1825) | 180 cm                        | 90 cm                         | 46,2 kg                       | год.                          | 3,6                           | [ 32 ]                        | [ 33 ]                        | [ 34 ]                        | Није процењено                |
| Oncorhynchus (пациф. лосос)   | Индијски                      | Eleutheronema tetradactylum (Shaw, 1804)    | 200 cm                        | 50 cm                         | 145,0 kg                      | год.                          | 4,4                           | [ 35 ]                        |                               | [ 36 ]                        | Није процењено                |

## Опште карактеристике
Лососи су рибе које имају дугуљасто, обло тело које је покривено љускама. Иза леђних ове рибе имају масна пераја, без шипчица. Шкржни отвор је расцепљен све до грла. У устима најчешће уопште немају зубе; ако их имају, ти зуби су врло мали, мада неке врсте имају развијено снажно зубало. Боја појединих врста лососа мења се у току развојних фаза односно животног периода ове рибе, као и за време мрешћења.
У дужину лосос може да израсте и до 150 центиметара, а максимална маса му може досегнути око 60 килограма. Овако велики примерци (углавном краљевска и атлантска врста) могу се наћи само у северним руским рекама, док су у Европи слични примерци давно искорењени.

### Прави лосос
Најплеменитији члан реда лососа, према стручњацима је дивљи прави лосос (лат. Salmosalar). Тело правог лососа је доста издужено, са стране веома спљоштено, а глава у односу на тело врло мала. Такође га карактеришу дугачка избачена уста, кратка петоугаона плоча виличне кости изнад које су у једном реду посложени зуби који рано испадају. Леђа лососа су плаво-сива, са стране сребрносјајна, док је доња страна сребнасте беле боје. Рибе које дозреју за оплодњу ишаране су са неколико црних пега. Леђна масна и репна пераја су тамносиве боје; остала су бледа. И леђна пераја (са одређеним изузецима) садрже појединачне округле црне пеге.

## Станиште
Већина лососа живи на северној Земљиној полулопти, и то у сланим и слатким водама које баш морају да буду чисте. Могуће их је наћи у већим количинама у северним водама него у јужним.
За време мрешћења, сви лососи мигрирају из мора у реке и потоке, ради оплодње. Свака јединка враћа се у ону реку или поток у којем се и излегла. Нагон за сељењем код лососа је снажан у толикој мери да рибе пливајући узводно не узмичу ни пред каквом препреком; веома тешке препреке савладаће чак и по цену живота.
Домовина лососа је Северно ледено море и севернији део Атлантика, укључујући и Северно и Балтичко море, с тим да ова риба свој развојни животни период проведе у рекама (из мора сваке године улази у реке). За време боравка у мору лови разне ракове и рибе, нарочито пешчане јегуље, кољушке и слеђеве.
За време боравка у слаткој води, лосос се понаша сасвим другачије. Само се незнатно разликује од својих рођака великих пастрмки, које су му по телесним својствима веома сличне. Плива исто тако спретно као и оне, у вештини скакања готово да их премашује. Живи исто као и остали лососи, радо у групи. У слаткој води једе похлепно као и пастрмке, али само у раној доби, док се пре и после мрешћења (пошто је из мора ушао у реку) скоро потпуно одриче хране. Мењање станишта је животна потреба лососа; док га море храни, слатка вода му омогућава размножавање.
Пливајући уз реке при миграцијама, лососи настоје да свом својом снагом савладају све препреке и избегну могуће замке. Пливају испод мрежа на које наиђу, или их кидају; брзаке, водопаде и бране прескачу. При овоме развијају необичну снагу, као и спретност и издржљивост. Напрежући сву своју снагу продиру у најјачу струју; одупиру се репом о камен да би се одбили; затим свом снагом ударају репом о воду, па се одбацују у висину од 2—3 метра и описују лук дужине 4—6 метара.

## Исхрана
Првих година свог живота лососи се хране црвима и инсектима те њиховим ларвама, а кад порасту нападају све остале рибе. Лососи имају огроман значај за прехрану човека, већи него било која друга риба. Њихово здраво (богато омегом 3) и укусно али и скупоцено бело месо, најбоље је од било ког рибљег меса; ово посно месо нема ситних костију, ’течно’ је и лако варљиво, а тако погодно и за исхрану болесних људи. Само 100 грама сировог атлантског лососа задовољава преко 60% дневних потреба људског организма за витамином Б6 односно 50% за Б3.

## Мрешћење
Сви лососи из мора који пођу узводно у реке, полажу икру у плитку јаму коју сами издубљују у песковитом или шљунковитом тлу, а за ово веома спретно знају да одаберу прикладно место. Поједине врсте које живе у језерима напуштају своја станишта за време мрешћења, пливајући уз реке које се уливају у језеро; с друге стране, већи број је оних које за ту сврху користе плитка места на обалама језера. Како год, неки се и јављају у време мрешћења у великим јатима на површини воде, без обзира на то да ли је вода под њима дубока неколико центиметара или више метара. Густо се збијају једни уз друге, из воде искачу релативно високо — стомаком према стомаку, истовремено испуштајући икру и млеч и тако увелико замућујући воду.
За време мрешћења лососи се мењају веома уочљиво. Мењају своју боју и облик тела. Добијају свечано „одело” које се истиче црвеним пегама са обеју страна тела те на шкржним поклопцима. Од октобра до фебруара, женка (коју обично прати један одрасли са неколико младих мужјака) тражи плитко и песковито или шљунковито место; овде уређује тзв. постељу — плитку и пространу јаму у коју ће сместити своја јајашца. Јаму издубљује сама женка (покретима репа), док мужјак ’чува стражу’ и тера противнике. Када женка постане спремна за полагање јаја, мужјак прилази ближе да их оплоди. После тога их женка, кретањем репа поново покрива песком. Често се може видети женка како је окружена младим мужјацима, тзв. млечњацима који су тек полно дозрели и још никад нису били у мору. Ови млади мужјаци такође суделују у процесу природне оплодње.
Након оплодње лососи бивају толико изморени да више нису у стању да лове или се контролисано крећу кроз воду. Тако се препуштају воденој струји која их носи низводно све до најближе баре. Све док се успешно не опораве и не смогну снаге за повратак у море они остају у бари. Када успеју да се врате у море, опорављају се изненађујуће брзо; тада чисте шкрге од белих црва и осталих наметника који су се нахватали у слаткој води. У сланој води умиру, избацују чељусти, губе мрље сличне опекотинама; тако до следећег пута у реку постају опет снажни као што су и били.
Јајашца се развијају пре или касније, у зависности од бројних фактора међу којима су и временске прилике. Како год, обавезно прође око 4 месеца пре него што се излегу први мали лососи. Непосредно по излегању рибе буду дуге око 2 центиметра. Глава и очи им буду веома крупне, док је жуманчана врећица још увек релативно велика. Тело је бледосмеђе боје, са 9—10 тамносивих пегавих и пострано сложених појасева односно пруга.
У вештачком узгоју лососа се показало да лети ове рибе нарасту највише до 10 центиметара, али даље настављају да се повећавају пуно брже па са 16 месеци буду дугачке отприлике 40 центиметара. У ово време се ’одећа’ младих лососа мења у одећу одраслих лососа, а у њима се истодобно јавља и нагон за сељењем који их тера на мигрирање према мору. Низ реку која их носи путују лагано, а пре него што зађу у слану воду задржавају се и до неколико недеља на ушћима река (јер би их нагли прелаз из слатке у слану воду животно угрозио). Према томе, повремени боравак у мору и није им преко потребан, али за њих исти је веома значајан. Тамо младе рибе налазе одговарајућу и увек обилну храну, те последично за кратко време умногоме нарасту и отежају.

## Животни циклус
Лососи сносе јаја у рекама. Јаја се излегу у рибице зване мрест. Мрест носи залиху хране у тоболцу док не израсте у двогодишње лососе способне наћи храну. Мрест се тада запути према мору. Одрасли се враћају у исте реке омрестити се (снети јаја), а затим угину.
Укратко:  1. Из јајета излеже се икра. 2. Икра нарасте у младог лососа. 3. Млади лосос плива до мора. 4. Одрасли лосос враћа се у реку. 5. Одрасли лосос убрзо угине након што снесе јаја и циклус почне испочетка.

## Јела
| Назив             | Слика | Порекло            | Опис |
| ----------------- | ----- | ------------------ | --- |
| Гравлакс          |       | Нордијске земље    | Свежи лосос мариниран сољу, шећером и мирођијом. Обично се сервира као предјело; месо је танко насечено, а ту је и hovmästarsås (такође познат и као gravlaxsås), сос са мирођијом и сенфом; сервира се на хлеб или нешто слично, са куваним кромпиром. |
| Лојикеито         |       | Нордијске земље    | Кремаста супа од лососа коју чине филеи лососа, кувани кромпири и празилук; сервира се топло са мало мирођије. |
| Ломи лосос        |       | Полинезија         | Прилог који се састоји од свежег парадајза и салате од лососа. Јело су на Хаваје донели први западни морепловци. Обично се припрема мешањем сировог насољеног и на коцкице изрезаног лососа са парадајзом, слатким благим мауи луком (понекад и зеленим луком); поспе се малом количином љуте црвене чили паприке, те измрвљеним ледом по жељи. Увек се сервира хладно. Друге варијације укључују лосос, исечени парадајз, нарезани краставац и иситњени слатки лук. |
| Локс              |       | Јевреји            | Филеи лососа који су претходно маринирани неопходни су за припрему овог јела. У свом најчешћем облику, месо се реже танко (тање од 5 mm (0,2 in)) и обично се — у Северној Америци — сервира на бејглу, и то уз крем сир, лук, парадајз, краставац и капар. Локс се у малим количинама често додаје у и спрема са кајганом, углавном са додатком насеченог лука. |
| Руибе             |       | Јапан              | Лосос, споља смрзнут, насече се као сашими и сервира са соја сосом и воденим папром. |
| Бургер са лососом |       | Аљаска             | Врста рибљег колача који се прави највећим делом од лососа а слично као и хамбургер. Није једноставан за припрему зато што лосос мора да има неко везиво које ће га држати ’на окупу’, а такође лако се препече и онда буде превише сувопарно. Бургери од лососа се најчешће праве на Аљасци, где се редовно послужују као алтернатива за пљескавице од говеђег меса.                                                                                                |
| Тартар од лососа  |       | Француска          | Прилог који се припрема са свежим сировим лососом и сезонским зачинима. Углавном се сервира на крекер или уметнички уређен комад хлеба. |
| Димљени лосос     |       | Пољска             | Једно од најзаступљенијих јела са лососом. Припрема лососа, углавном филеа који је мариниран или добро зачињен, своди се на вруће или хладно димљење. Због релативно високе цене, димљени лосос се углавном сматра деликатесом. Иако се термин локс понекад користи за означавање димљеног лососа, ово двоје је различито. |
| Сашими са лососом |       | Јапан              | Резани сирови лосос сервиран са разним украсима. Често се једе умачући у соја сос и/или васаби. |
| Суши са лососом   |       | Јапан              | Резани сирови лосос уролан с рижом а понекад и норијем (јестиве морске алге) као макисуши (ролани суши) односно норимаки (ролани нори) или макимоно; може и да се стави на рижу као нигири суши (досл. „руком гнечени суши”), те послужи са декорацијама. Углавном се једе умачући у соја сос и/или васаби. |
| Сушени лосос      |       | Хупа, Карук, Јурок | Лосос осушен на воћки све док споља не буде сув, а унутра, по правилу, остане сиров; потом се затвара у металну посуду и кува под притиском. Може да се зачини црвеном паприком и другим зачинима. |

| Додатне слике |
| --- |
| - Филе атлантског лососа - Поширани лосос - Салата са свињетином и димљеним лососом - Лосос у маринади - Теријаки са лососом - Гриловани лосос - Лосос за продају - Кавијар лососа, познат и као црвени кавијар - Кавијар лососа; јајашца још увек под кожом |

## Лов
Лососи се лове на разне начине, разноврсним удицама и посебним замкама за лососе које се постављају изнад брана тако да риба након што прескочи брану падне у њих. Лове се традиционално ручним копљем, али најчешће ипак удицом. Лососово месо се с правом убраја међу најбоље што га слатководна риба може понудити, с тим да заостаје за месом неких слатководних врста пастрмки.

## Галерија
- Атлантски лосос,
Salmo salar
- Млади лосос
који је одрастао у
заштићеној реци
- Младом лососу нестају линије када постане спреман за одлазак у океан
- Мушки одрасли црвени лосос у океанској фази
- Мушки одрасли црвени лосос у фази мрешћења
- Црвени лосос прескаче даброву брану
- Младунче медведа са лососом којим се храни
- Henneguya salminicola, миксозоански паразит који се најчешће налази у месу
лососа кижуч (кохо)
- Хватање лососа
англером и гилијем
- Вештачки инкубиран
псећи лосос (кета, чам)
- Рибњак дужичастих пастрмки
у архипелагу Финске
- Црвени лосос искаче у Бочаревљевој дивљини
на Аљасци
- Сашими, јапански кулинарски специјалитет са лососом
- Сенски риболов лососа (Вацлав Холар,
1607—1677)
- Плочице Big Fish или Salmon of Knowledge којима се слави повратак риба у реку Лаган